# Катастрофа на Як-42 край Охрид
Катастрофа на Як-42 край Охрид е най-голямата авиокатастрофа в Северна Македония, станала край летище Охрид в събота, 20 ноември 1993 година. Самолет „Як-42Д“ на авиокомпания „Интеримпекс-Авиоимпекс“ (Скопие, Р. Македония), пътуващ по полет 110 по маршрут Женева – Скопие, претърпява катастрофа, в резултат от което загиват всичките пътуващи 116 души.

## Самолет
Самолетът „Як-42Д“, оборудван с 3 турбореактивни двигателя от модел „Д-36“, е произведен в Саратовския авиозавод на 20 април 1991 г. Първоначално е във флота на Саратовския авиоотряд на Приволжкото управление на гражданската авиация, на базата на който отряд е образувана авиокомпанията „Саравиа“ („Саратовски авиолинии“). През 1992 г. самолетът (с кабинен екипаж от 4 души) е даден на лизинг на македонската авиокомпания „Интеримпекс-Авиоимпекс“.
Салонният екипаж (също от 4 души) е от македонски граждани. На борда се намират 108 пътици – 80 % са граждани на тогавашната остатъчна Югославия (повечето етнически албанци), а останалите са от вече независимата Република Македония.

## Катастрофа
Летейки по редовната линия Женева – Скопие, лайнерът достига до летище Скопие, където не е приет поради обилен снеговалеж и е пренасочен за кацане към запасното (бивше военно) летище Охрид. Авиодиспечерът на летището насочва самолета за кацане на писта № 2. Летищният УКВ радиофар обаче не работи. Обстановката се усложнява от езиковото неразбирателство – екипажът общува на смесица от международен авиационен английски и руски, а местният диспечер – на родния си македонски език.
Схемата на захода за кацане обаче не е спазена и самолетът маневрира за следващ опит. Примерно към 23:00 часа, летейки в тъмнина и без ориентиране по радиофар, на надморска височина 1493 метра и 792 м над равнището на аеродрума, поради погрешно разбиране на македонски език екипажът неправилно тълкува указанията от диспечера и обръща в грешна посока, насочвайки се към планина. Бордовата система за предупреждение за близост до земята (GPWS) сработва късно, екипажът не успява да реагира своевременно и самолетът се врязва в планината в района на бившето село Трояни на 2 километра източно от летището.
Пристигналите спасители откриват на мястото на катастрофата само един-единствен оцелял – пътника Раде Евремович, който обаче след 10 дена почива от раните си, без изобщо да дойде в съзнание.

## Последици
Катастрофата по брой на жертвите остава на 2-ро място за самолетите „ЯК-40“ към 2013 г. и най-голямата в Република Македония.
Тя показва изостаналостта на системата за контрол на въздушното движение в страната, тъй като е 3-то крупно авиопроизшествие за последните 16 месеца. Много пилоти от македонски авиокомпании се жалват от износеното оборудване и ниската безопасност. След тази катастрофа подава оставка местният министър на урбанизма, строителството, транспорта и екологията Антони Пешев.